# Joseph Lister
Joseph Lister, 1. baron Lister (5. dubna 1827, Upton House, Newham – 10. února 1912, Walmer) byl britský lékař, který způsobil převrat při chirurgických operacích objevem a zaváděním antisepse.  

## Život

### Původ a studium
Joseph Lister se narodil jako čtvrté dítě z celkem sedmi potomků kvakerského manželského páru Josepha Jacksona Listera a jeho ženy Isabelly. Vyznavači kvakerské víry se často obraceli k vědeckému bádání, což jim jejich víra umožňovala, na rozdíl od provozování sportu nebo zábavy či chození do divadla. Přestože Listerův otec byl úspěšným obchodníkem s vínem, bádal i vědecky v optice a vylepšil pro mikroskop v roce 1830 achromatickou čočku. Manželé Listerovi bydleli od roku 1826 ve svém sídle Upton House nedaleko Londýna.

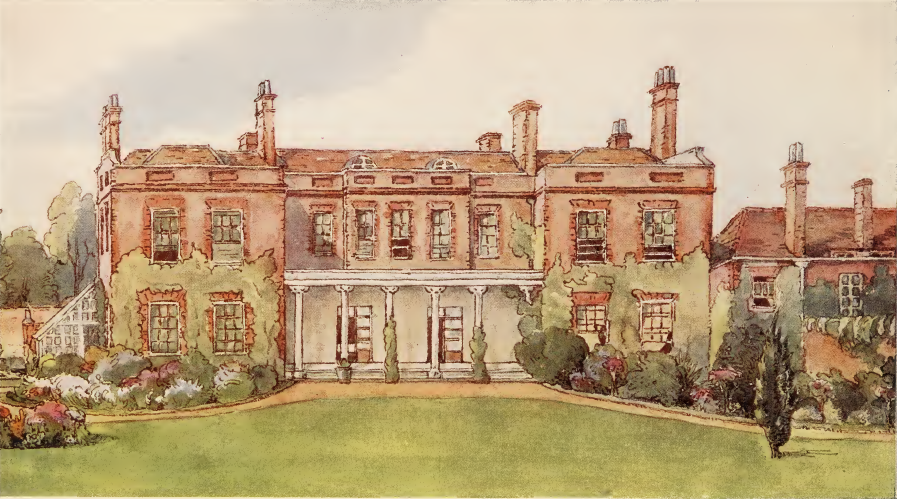
Upton House, akvarel Mary Listerové

Otcova záliba se přenesla i na jeho syna, který byl do jedenácti let vzděláván doma. Joseph měl velký zájem o přírodní vědy i o práci s mikroskopem. Další vzdělání získal v kvakerských školách, kde studoval matematiku, přírodní vědy a jazyky.  Jako sedmnáctiletý začal  studovat na University College London, která přijímala studenty kvakerského vyznání. V roce 1847 získal titul bakaláře humanitních věd (BA). 
V roce 1848 studium na rok přerušil kvůli depresím a nervovému zhroucení, které následovalo po překonání onemocnění černými neštovicemi a smrti staršího bratra. Po uzdravení pokračoval ve studiu medicíny. Po absolvování kurzů anatomie, fyziologie a chirurgie mu bylo uděleno "Čestné osvědčení" a získal stříbrnou medaili v anatomii a fyziologii a zlatou medaili v botanice. Největší vliv na jeho další zaměření měl profesor fyziologie William Sharpey, jehož přednášky v něm  probudily lásku k experimentální fyziologii a histologii, která ho nikdy neopustila.  Od roku 1850 vykonával klinickou praxi a  při stážích v nemocnici prováděl na vlastní pěst pitvy a zkoumal části lidského těla pod mikroskopem, který většina jeho současníků vůbec nepoužívala. Setkal se s případy sněti a hledal její příčiny. V červnu 1851 provedl svou první operaci. Žena, která měla bodné rány v oblasti břicha, se uzdravila.  
V roce 1853 vyšlo jeho první odborné pojednání Pozorování stažitelné tkáně duhovky (Observations on the Contractile Tissue of the Iris), v němž  prokázal existenci dvou odlišných svalů, dilatátoru a svěrače v duhovce. Zkoumal také pokožku a na základě toho ve stejném roce vydal pojednání Pozorování svalové tkáně pokožky (Observations on the Muscular Tissue of the Skin), což se týkalo neúmyslných pohybů pokožky na hlavě.  Oba dokumenty vzbudily značnou pozornost jak v Británii, tak v zahraničí.
Na podzim roku 1852 Lister s vyznamenáním ukončil studium a zároveň se stal členem Královské chirurgické univerzity (Royal College of Surgeons).

### Lékařská praxe v Edinburghu a Glasgowě

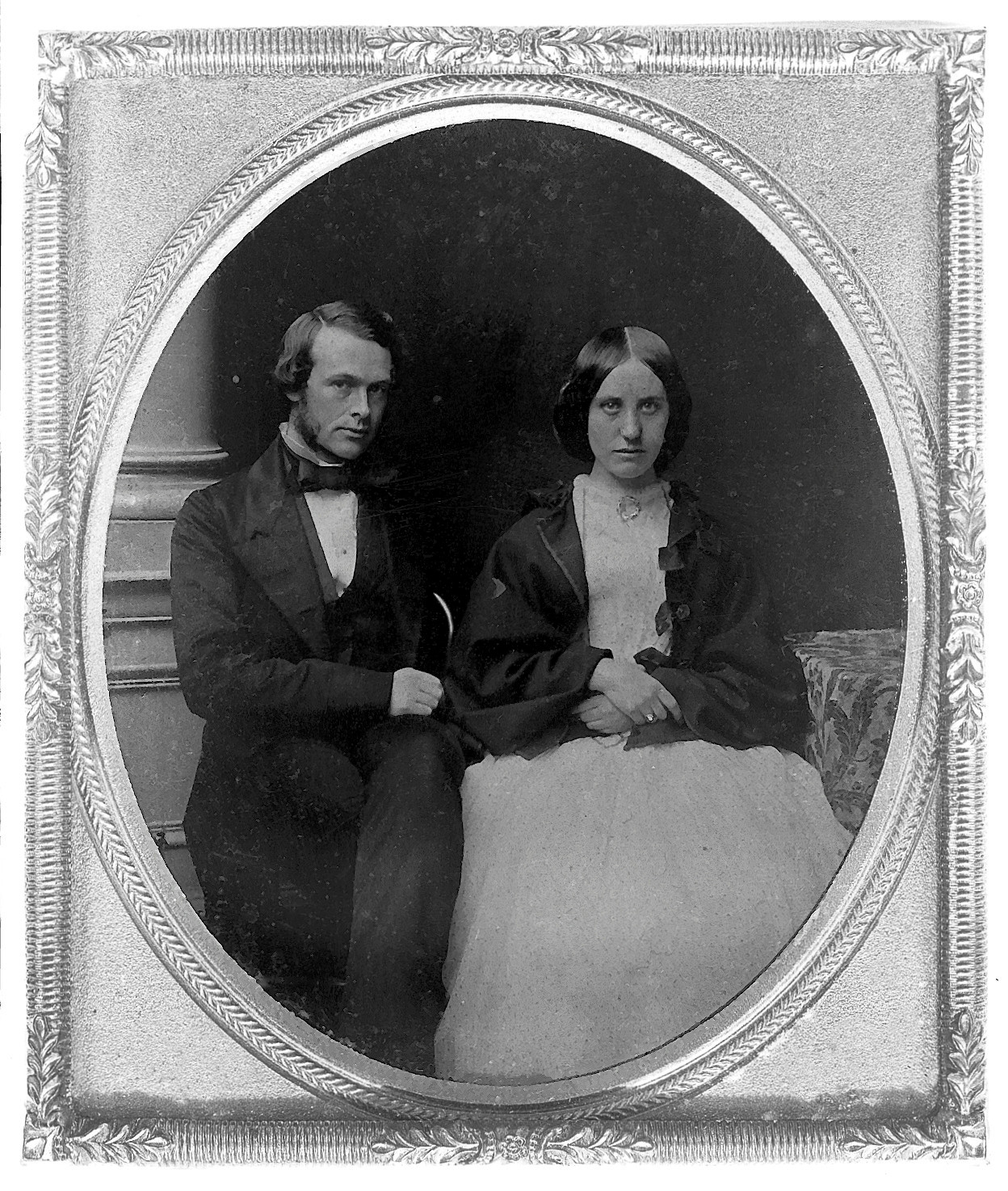
svatební fotografie Josepha Listera a Agnes Symeové (1856)

Po dokončení studia Lister na radu profesora  Sharpeye  odjel do Edinburghu na praxi k uznávanému chirurgovi  Jamesi Symeovi.  V roce 1855 se stal jeho asistentem v edinburské královské nemocnici i  na univerzitě. V roce 1856 se oženil se Symeovou dcerou Agnes a stal se příslušníkem anglikánské církve. Na svatební cestě novomanželé navštívili mimo jiné patologa Karla Rokytanského ve Vídni a univerzitní nemocnici v Praze.  Agnes Listerová byla pomocnicí a asistentkou svého manžela, zaznamenávala jeho experimenty a přepisovala poznámky k přednáškám i pozdější rukopisy.  Manželství bylo bezdětné.
V roce 1860 bylo Listerovi nabídnuto místo profesora chirurgie  na univerzitě v Glasgow a současně byl jmenován hlavním chirurgem tamní nemocnice. V době svého glasgowského působení Lister vynalezl několik chirurgických nástrojů, například jehlu na šití stříbrnými drátky, háček na vytahování malých předmětů z ucha, sinusové kleště a šroubové škrtidlo na podvázání břišní aorty. Později vynalezl různé druhy drénů a obvazů.  Od roku 1868 prováděl řadu  experimentů s catgutem, který impregnoval solemi chromu a tím podstatně prodloužil jeho životnost v tkáni operovaných pacientů. 

#### Antisepse
Od počátku chirurgické praxe se Lister zaměřil na výzkum srážení krve a zánětu. Byl ovlivněn Pasteurovými a Kochovými pracemi o bakteriích. Uvědomil si nebezpečí, jež hrozí otevřeným ranám od mikrobů přenášejících nemoci a mezi jiným způsobujících zánětlivé hnisání. Dospěl k názoru, že se nákaze při operaci musí předejít.  S odvoláním na Pasteurovo učení, že neexistuje samoplození mikrobů a ty se do těla dostávají zvenčí, vypracoval pravidla pro dezinfekci v chirurgii. Zrodil se pojem antisepse. 

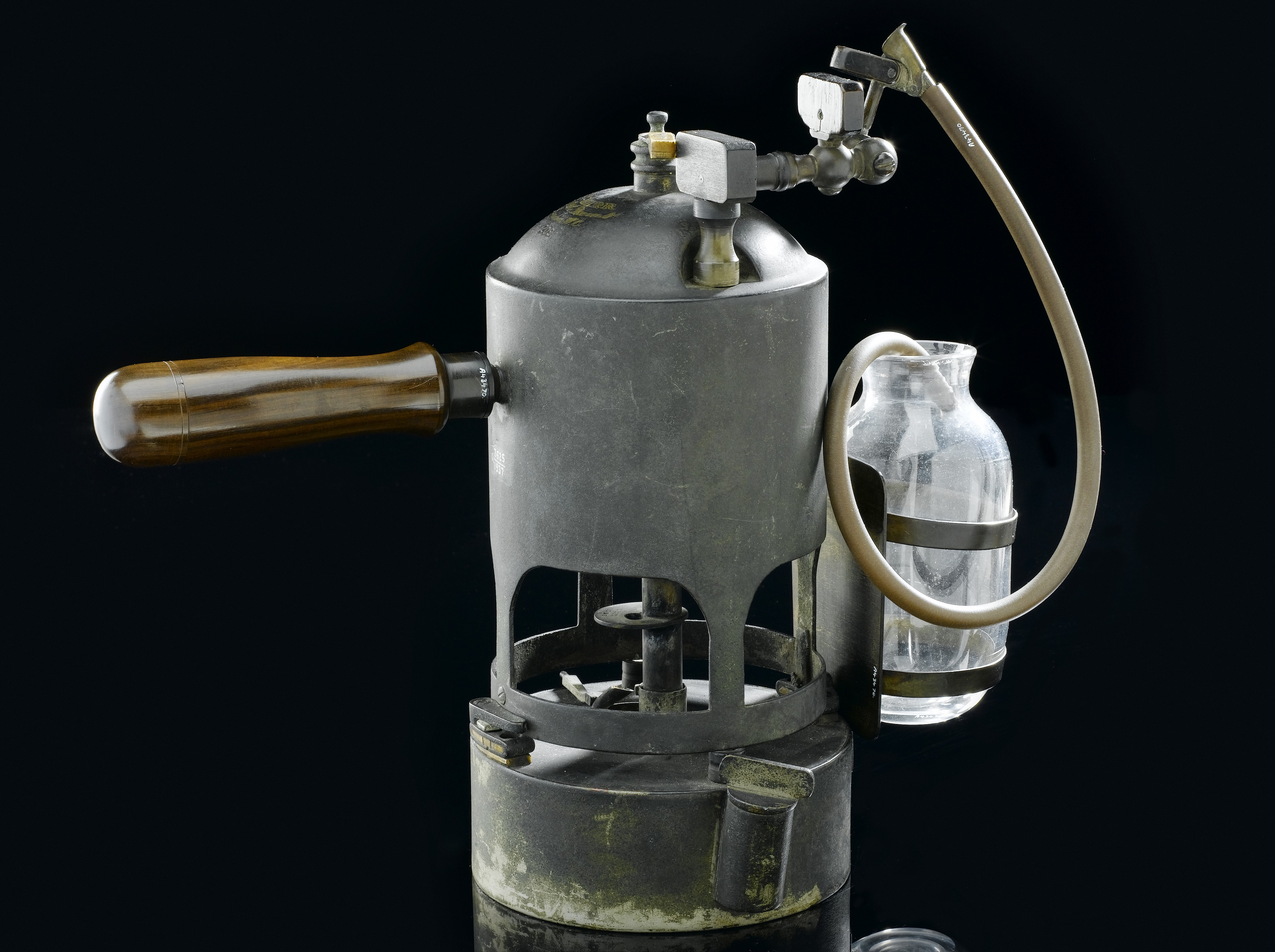
Listerův rozprašovač karbolové kyseliny

Došel k závěru, že vzniku infekce lze zabránit použitím látky, která je schopna usmrtit septické zárodky a brání pronikání dalších mikrobů do rány ze vzduchu. Touto  látkou se stala kyselina karbolová. Svou metodu poprvé s úspěchem vyzkoušel v srpnu 1865 při léčbě otevřené zlomeniny dolní končetiny jedenáctiletého chlapce. Stejný postup zvolil následně při léčbě  abscesů a  amputacích. Při operacích Lister vyžadoval také oplachování nástrojů i rukou operačního týmu  kyselinou karbolovou, dokonce ji rozprašoval po operačním sále.
V roce 1867 na sjezdu anglických lékařů v Dublinu, přednesl Lister sdělení o antisepsi. Zde měl naprostý neúspěch, irští lékaři antisepsi neuznali. Lister se však nedal odradit. V témže roce publikoval své názory na zavádění antisepse v anglickém lékařském časopisu The Lancet.  
Zprvu se Lister setkával s nedůvěrou u většiny chirurgů, antisepse pro ně znamenala cosi nezvyklého, ale v sedmdesátých letech 19. století už se našli chirurgové, kteří s ním souhlasili a přidávali se k němu. Antisepse si klestila cestu do více a více operačních sálů a chirurgických pracovišť. S větším porozuměním byla přijímána na kontinentě, především v Německu a Švýcarsku. V roce 1871 Lister úspěšně operoval absces na paži královny Viktorie. Poprvé při hojení pooperační hnisající rány použil gumovou hadici, která hnis odváděla, aby nedošlo k infekci. Královně tím zachránil život a i byla posílena důvěra v jeho metody.
V roce 1869 se vrátil do Edinburghu, kde nahradil svého tchána, který rezignoval na svou funkci kvůli vážné nemoci.  Během následujících osmi let se Lister stal jedním z nejznámějších a nejkontroverznějších vědců tehdejšího světa.  Ve své domácí laboratoři přitom stále s pomocí manželky  prováděl experimenty, při nichž zkoumal infekci v ranách. Na univerzitě přednášel fyziologii a bakteriologii, demonstroval metodiku použití kyseliny karbolové. Vymyslel přístroj, kterým kyselinu rozprašoval ve formě mlhy. 
Od roku 1874 Lister vedl dlouhodobou korespondenci s Louisem Pasteurem, z níž vyplývá, že se vzájemně vždy uznávali. V roce 1875 Lister podnikl přednáškové turné po Evropě, aby odbornou veřejnost seznámil se svými metodami. Ve Spojených státech byly jeho názory přijímány skepticky, mnohde byly i zakázány.  V roce 1876 Lister vystoupil na lékařském kongresu ve Filadelfii, ale na  praktické  uplatnění antisepse to nemělo vliv.  Ke zlomu došlo až koncem 70. let, kdy Massachusettská nemocnice se stala první v Americe, která zavedla používání kyseliny karbolové, jakožto chirurgického antiseptika.

### Život v Londýně
Až ve svých padesáti letech byl Joseph Lister oceněn a uznán i v Londýně. V roce 1877 byl jmenován profesorem chirurgie na londýnské King's College. Usadil se s manželkou v domě na Park Crescent nedaleko Regent’s parku, kde si zařídil  laboratoř i soukromou praxi. Stal se vyhledávaným operatérem a konzultantem.   Soustavnou propagací se mu podařilo prolomit nedůvěru londýnských chirurgů vůči jeho antiseptické metodě a na shromáždění lékařů v nemocnici sv. Tomáše v roce 1879 byl oslavován i svými dřívějšími odpůrci. Krátce na to ho královna Viktorie povýšila do rytířského stavu (baronet). Dostalo se mu i ocenění v zahraničí: pruský Řád rytířů, Řád dánských rytířů, francouzský Boudetův řád. Získal čestný doktorát univerzit v Oxfordu a Cambridgi. Byl vyhledávaných přednášejícím pro britské lékařské společnosti, zúčastňoval se kongresů, setkal se s Pasteurem i Kochem. 
V roce 1891 odešel do penze. Velký zármutek mu způsobilo úmrtí manželky Agnes, která během pobytu na italské Riviéře na jaře 1893 onemocněla zápalem plic. V roce 1895 byl zvolen prezidentem Královské společnosti. Roku 1897 byl jako první lékař v dějinách britského impéria povýšen do šlechtického  stavu s titulem barona.  Stal se baronem Listerem z Lyme Regis, podle svého letního sídla. Na podzim 1897 navštívil Kanadu, kde se v Torontu konalo výroční zasedání Britské lékařské společnosti. Jeho poslední zahraniční cesta  na přelomu let 1901 a 1902 vedla do Jižní Afriky.
Lister byl jedním z prvních nositelů Řádu za zásluhy a u příležitosti  osmdesátých narozenin byl jmenován čestným občanem Londýna a Glasgowa. V roce 1909 vyšly ve dvou svazcích  články a přednášky pod názvem Sebrané spisy barona Josepha Listera (The Collected Papers of Joseph, Baron Lister).
V roce 1908 se se svou švagrovou přestěhoval do malého města Walmeru na  pobřeží Kentu. Jeho zdravotní stav se postupně zhoršoval, měl problémy s pohybovým aparátem, špatně viděl a byl téměř hluchý. 
Joseph Lister zemřel 10. února 1912 ve věku 84 let. Smuteční obřad se konal ve Westminsterském opatství za účasti krále příslušníků královské rodiny. Podle své poslední vůle byl pochován na hřbitově West Hampstead vedle své milované ženy.  
Po jeho smrti byla založena nadace, která se podílí na udílení Listerovy medaile, kterou ale udílí Královská společnost.
V roce 1891 byl v Londýně otevřen Listerův ústav preventivního lékařství, jenž za více než sto let existence vyprodukoval množství důležitých vědeckých prací. Po jeho vzoru se zařizovaly a zařizují jiné podobné ústavy, zejména v Evropě a Americe.
Antisepse, již vynalezl, způsobila revoluci v chirurgii a tím záchranu miliónů operovaných. Proto má Joseph Lister v dějinách světového lékařství své přední místo. Po Josephu Listerovi jsou pojmenovány tyčinkové bakterií listérie. S vývojem nových poznatků počátkem osmdesátých let 19. století  byla Listerova  antisepse nahrazena teorií asepse, která představovala prevenci vzniku infekce. Roku 1891 byly stanoveny základní principy aseptických rituálů při chirurgických zákrocích. 

#### Anglicky
- https://web.archive.org/web/20100831181216/http://web.ukonline.co.uk/b.gardner/Lister.html
- https://web.archive.org/web/20070809074450/http://www.surgical-tutor.org.uk/surgeons/lister.htm

#### Česky
- Stručný životopis